# 1872
Évszázadok: 18. század – 19. század – 20. század
Évtizedek: 1820-as évek – 1830-as évek – 1840-es évek – 1850-es évek – 1860-as évek – 1870-es évek – 1880-as évek – 1890-es évek – 1900-as évek – 1910-es évek – 1920-as évek
Évek: 1867 – 1868 – 1869 – 1870 –  1871 – 1872 – 1873 – 1874 – 1875 – 1876 – 1877

## Események

### Határozott dátumú események
- március 1. – Megalapítják a Yellowstone Nemzeti Parkot.[1]
- május 11. – A bolgár exarchátus kinyilvánítja függetlenségét Konstantinápolytól.[2]
- június 12. és július 9. között – Országgyűlési választások Magyarországon.[3]
- szeptember 10. – A konstantinápolyi ortodox egyház – válaszul a bolgár exarchátus létrehozására – elítéli az „olyan eretnekséget, amely a nemzeti eszmét a hit egysége fölé helyezi”.[2]
- október 12. – Törvény a kolozsvári egyetem megalapításáról.[4]
- december 5. – Lónyay Menyhért miniszterelnök lemondása után megalakul a Szlávy-kormány.[5]

## Az év témái

### 1872 a sportban
- november 30. – Lejátssza első hivatalos mérkőzését az angol labdarúgó-válogatott Skócia ellen, az eredmény 0–0-s döntetlen.[6]

### 1872 a tudományban
- Richard Dedekind Stetigkeit und irrationale Zahlen (Folytonosság és irracionális számok) című értekezésében egy lehetséges definíciót ad az irracionális számokra.[7]
- A Magyar Tudományos Akadémián a Meteorológiai és Földdelejességi Magyar Királyi Központi Intézet igazgatója, Schenzl Guidó bemutatja Magyarország első csapadéktérképét.[8]

### 1872 a vasúti közlekedésben

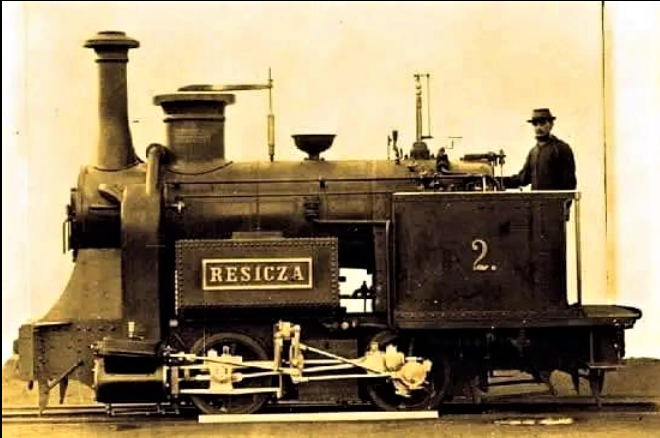
Az első Resicabányán gyártott gőzmozdony

- szeptember 13. – Romániában megnyílik a Pitești–Bukarest–Galați–Románvásár vasútvonal.[9]
- december 24. (Julián naptár szerint december 12.) – Megnyitják az első vasútvonalat Boszniában Banja Luka és Dobrljin

között.
- Megkezdődik a gőzmozdonyok gyártása Resicabányán.[11]

## Születések
- február 29. – Vámbéry Rusztem jogász, polgári radikális publicista († 1948)
- március 7.
  - Piet Mondrian holland festő († 1944)
  - Beniczky Elemér magyar földbirtokos, szolgabíró, országgyűlési képviselő († 1958)
- május 8. – Margó Ede szobrász († 1946)
- május 12. – Telcs Ede szobrászművész († 1948)
- május 18. – Bertrand Russell angol matematikus, logikus és filozófus († 1970)
- május 28. – Horger Antal nyelvész, egyetemi tanár, az MTA tagja († 1946)
- május 29. – Pilch Jenő katonatiszt, hadtörténész, katonai szakíró, az MTA tagja († 1937)
- május 31. – Charles Greeley Abbot amerikai csillagász († 1973)
- június 3. – Mosshammer Ottó osztrák-magyar hárfaművész és hárfatanár († 1957)
- július 7. – Bekey Imre Gábor barlangkutató, barlangfotós, turisztikai író († 1936)
- július 12. – Emil Hácha cseh ügyvéd, Csehszlovákia és a Cseh–Morva Protektorátus elnöke († 1945)
- július 16. – Roald Amundsen, a Déli-sark egyik első kutatója († 1928)
- augusztus 9. – Habsburg József magyar kormányzó, József nádor unokája, osztrák főherceg, magyar királyi herceg, honvéd tábornagy, felsőházi tag († 1962)
- augusztus 14. – Borsos István amerikai magyar református lelkész, misszionárius († 1943)
- szeptember 1. – Brüll Adél (Diósy Ödönné, Léda), Ady Endre szerelme († 1934)
- szeptember 18. – Csizmadia András magyar gazdálkodó, kisbirtokos, országgyűlési képviselő († 1952)
- szeptember 23.
  - Szolomija Amvroszijivna Kruselnicka ukrán opera-énekesnő, zenepedagógus († 1952)
  - Richter Gedeon, a modern hazai gyógyszeripar megteremtője († 1944)
- október 4. – Schöpflin Aladár író, műfordító († 1950)
- november 4. – Barbu Știrbey román kormányfő († 1946)
- november 23.
  - Manuel de Falla spanyol klasszikus zeneszerző († 1946)
  - Schimanek Emil Kossuth-díjas gépészmérnök, egyetemi tanár († 1955)
- december 5. – Harry Nelson Pillsbury amerikai sakkozó († 1906)
- december 7. – Johan Huizinga holland történész és indológus, az MTA tiszteleti tagja († 1945)
- december 8. – Janovics Jenő színész, rendező, a magyar filmgyártás úttörője († 1945)
- december 17. – Valdemar Langlet svéd író, újságíró, nyelvész, 1944-ben a Svéd Vöröskereszt budapesti főmegbízottjaként az embermentő akciók egyik irányítója. († 1960)
- december 26. – Schulek János építész († 1948)

## Halálozások
- január 11. – Balogh János alispán, országgyűlési követ (* 1796)
- január 14. – nagyajtai Kovács István történész, jogász, az MTA tagja, az erdélyi történetírás úttörő alakja (* 1799)
- február 16. – Franz Deym gróf, császári és királyi altábornagy, az 1848–49-es szabadságharcban a császári csapatok egyik tábornoka (* 1805)
- április 27. – Ion Heliade-Rădulescu román nyelvész, műfordító, politikus, a Román Akadémia első elnöke (* 1802)
- szeptember 2. – Elefánt Mihály evangélikus lelkész, költő (* 1816)
- szeptember 3. – Immanuel Nobel(wd) svéd mérnök, építész, feltaláló, gyáriparos, Alfred Nobel apja (* 1801)
- szeptember 16. – Galambos Márton állatorvos, orvos, honvédorvos (* 1820)
- szeptember 22. – Vlagyimir Dal(wd) oroosz író, folklorista, lexikonszerkesztő (* 1801)
- szeptember 29. – Déryné Széppataki Róza színésznő (* 1793)
- október 8. – Kagerbauer Antal építész (* 1814)
- október 10. – William H. Seward politikus, az USA külügyminisztere (* 1801)
- november 23. – Sir John Bowring, angol nyelvész, közgazdász, politikus, író és utazó, az első angol nyelvű magyar versantológia fordítója és összeállítója (* 1792)
- november 25. – Bozóky János magyar reáliskolai igazgató-tanár (* 1838)
- december 14. – Driquet Péter honvéd alezredes (* 1820)
- december 19. – Andrássy György császári és királyi kamarás, valódi belső titkos tanácsos, Magyarország főpohárnokmestere, a tiszai vaspályatársaság és a felső-magyarországi bányamívelő egyesület elnöke, az MTA tagja (* 1795)
- december 29. – Deáky Zsigmond bölcselet és teológiai doktor, caesaropoli felszentelt püspök és győri kanonok, a pápa házi főpapja, királyi tanácsos, a Magyar Tudományos Akadémia tiszteleti tagja, költő (* 1795)
- december 31. – Aleksis Kivi, svéd származású, finn író, a finn nyelvű irodalom egyik megteremtője (* 1834)